# Rhododendron State Park
Der Rhododendron State Park liegt westlich von Fitzwilliam im Cheshire County des US-Bundesstaates New Hampshire. Der 11 km² große State Park ist nach dem 6,5 ha großen natürlichen Vorkommen von Rhododendron maximum benannt.
Seit 1982 ist das Gelände als National Natural Landmark eingetragen. Das dort auch befindliche 200 Jahre alte Gehöft Old Patch Place wurde bereits 1980 ins National Register of Historic Places eingetragen. Das Gebäude und seine ehemaligen Bewohner spielen eine zentrale Rolle bei der Entwicklung des Parks.
Erbaut wurde das Farmhaus zwischen 1790 und 1816 von Samuel Patch, dessen Familie es bis 1841 nutzte. Nach mehreren Besitzerwechseln erwarb Stephen Follansbee 1885 das Anwesen um den Rhododendronstandort kommerziell mit dem Verkauf von Pflanzen, Zweigen und speziell abgefülltem Wasser zu nutzen. 1901 hatte der neue Eigentümer Levi Fuller Rodungspläne. Mary Lee Ware griff ein und erwarb das Gelände und übertrug es an den Appalachian Mountain Club mit der Auflage den Wald und Rododenronbestand für die Öffentlichkeit zu bewahren und zwar für immer. Ebenso sollten keine Sträucher entfernt werden und keine Axt benutzt werden. Bis auf eine Ausnahme bei den Aufräumarbeiten nach den Schäden durch einen Hurrikan im Jahre 1938 wurden diese Auflagen eingehalten. 1947 wurde der Besitz der New Hampshire Division of Parks and Recreation übertragen und ein State Park eingerichtet.
Beim Old Patch Place wurde ein historischer Kräutergarten (Colonial Herb Garden) angelegt, in dem Heilpflanzen und Küchenkräuter und Gewürze angepflanzt werden. In diesem botanischen Garten sind die Pflanzen und ihre wirksamen Teile als solche erklärt und gekennzeichnet. Dort wachsen unter anderem Engelwurz, Zieste, Kümmel, Beinwell, Frauenminze, Echter Alant, Rautengewächse, Thymian, Polei-Minze, Wermutkraut, Lavendel, Salbei, Estragon, Rosmarin, Frauenmantel, Huflattich, Goldmelisse, Hopfen, 
Rainfarn, Kanadische Blutwurz, Grüne Minze, Mutterkraut, Berg-Bohnenkraut, Ysop, Liebstöckel, Schnittlauch, Oregano, Baldrian, Essig-Rose, Astern und Fingerhüte.
Die Öffnungszeiten des Parks sind eingeschränkt, er ist von Mitte Mai bis November von jeweils Sonnenaufgang bis Sonnenuntergang geöffnet. Durch den Park führen mehrere Rundwanderwege, ein Wildblumen-Pfad und ein Abschnitt des 180 km langen Metacomet-Monadnock-Wanderweg.